# Едіт Джой Сковелл
Едіт Джой Сковелл (англ. Edith Joy Scovell; 1907, Шеффілд, Велика Британія — 1999) — англійська поетеса та письменниця.
Народилася у Шеффілді (Велика Британія). Її батько був англіканським ректором у селі поблизу Шеффілда, у сім'ї було ще семеро дітей. Вона навчалася у Вестморленді та коледжі Сомервілль в Оксфорді (англійська література). 1930 року, після завершення навчання, переїхала до Лондона, де працювала секретаркою та іноді писала огляди книг для політично-літературного журналу Time and Tide.
1937 року вступила в шлюб з англійським екологом та зоологом Чарльзом Сазерлендом Елтоном. У шлюбі народила двох дітей.
Едіт Сковелл опублікувала три поетичні збірки: «Тіні хризантем» (англ. Shadows of Chrysanthemums) (1944), «Літня лука» (англ. The Midsummer Meadow) (1946) та «Річковий пароплав» (англ. The River Steamer) (1956). Пізніше Carcanet Press опублікували її «Вибрані поезії» та «Вибране» (1988), куди ввійшли і її переклади творів Джованні Пасколі. Її вірш «Дитя прокидається» (англ. Child Waking) включили до Penguin Book of Contemporary Verse (Harmondsworth, UK, 1950 та пізніші видання).
Едіт Джой Сковелл померла 1999 року.

## Твори
- «Тіні хризантем» (англ. Shadows of Chrysanthemums) (1944)
- «Літня лука» (англ. The Midsummer Meadow) (1946)
- «Річковий пароплав» (англ. The River Steamer) (1956)